# Майр, Георг
Георг фон Майр (нем. Mayr) (12 февраля 1841, Вюрцбург — 6 сентября 1925) — германский статистик и государственный деятель.
Был профессором в Мюнхене, потом в качестве помощника статс-секретаря по делам Эльзас-Лотарингии заведовал финансами и государственными имуществами этой области.
В 1887 году вышел в отставку.
С 1891 году приват-доцент политической экономии в Страсбургском университете.
В 1898 г. переходит в Мюнхенский университет, с которым и не расстается до конца жизни.
Главные его труды:
- «Statistik der Bettler und Vaganten im Königreich Bayern» (Мюнхен, 1865);
- «Ueber die Grenzen d. Vergleichbarkeit statistischer Erhebungen» (Мюнх., 1866);
- «Wirtschaft und Krieg» (Мюнх., 1871);
- «Die Organisation der amtlichen Statistik» (Мюнхен, 1876);
- «Die Gesetzmäßigkeit im Gesellschaftsleben» (das. 1877)
- «Das Deutsche Reich und das Tabaksmonopol» (аноним., Штутг., 1878).
- «Die Gesetzmässigkeit im Gesellschaftsleben» (Мюнхен, 1887; русский пер. Тамбов, 1887);
- «Das Deutsche Reich u. das Tabaks-monopol» (Штутг., 1878);
- «Der Staat als Schuldner und als Gläubiger» (Мюнх., 1890);
- «Zur Reichsfinanzreform» (Штутг., 1893);
- «Statistik und Gesellschaftslehre» (1895).